# Arthur Nussbaum

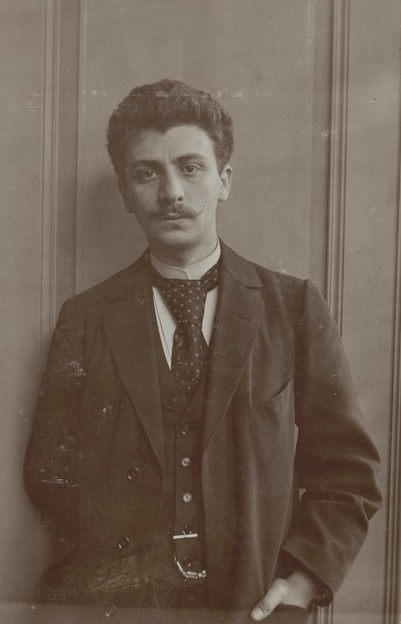
Arthur Nussbaum 1898

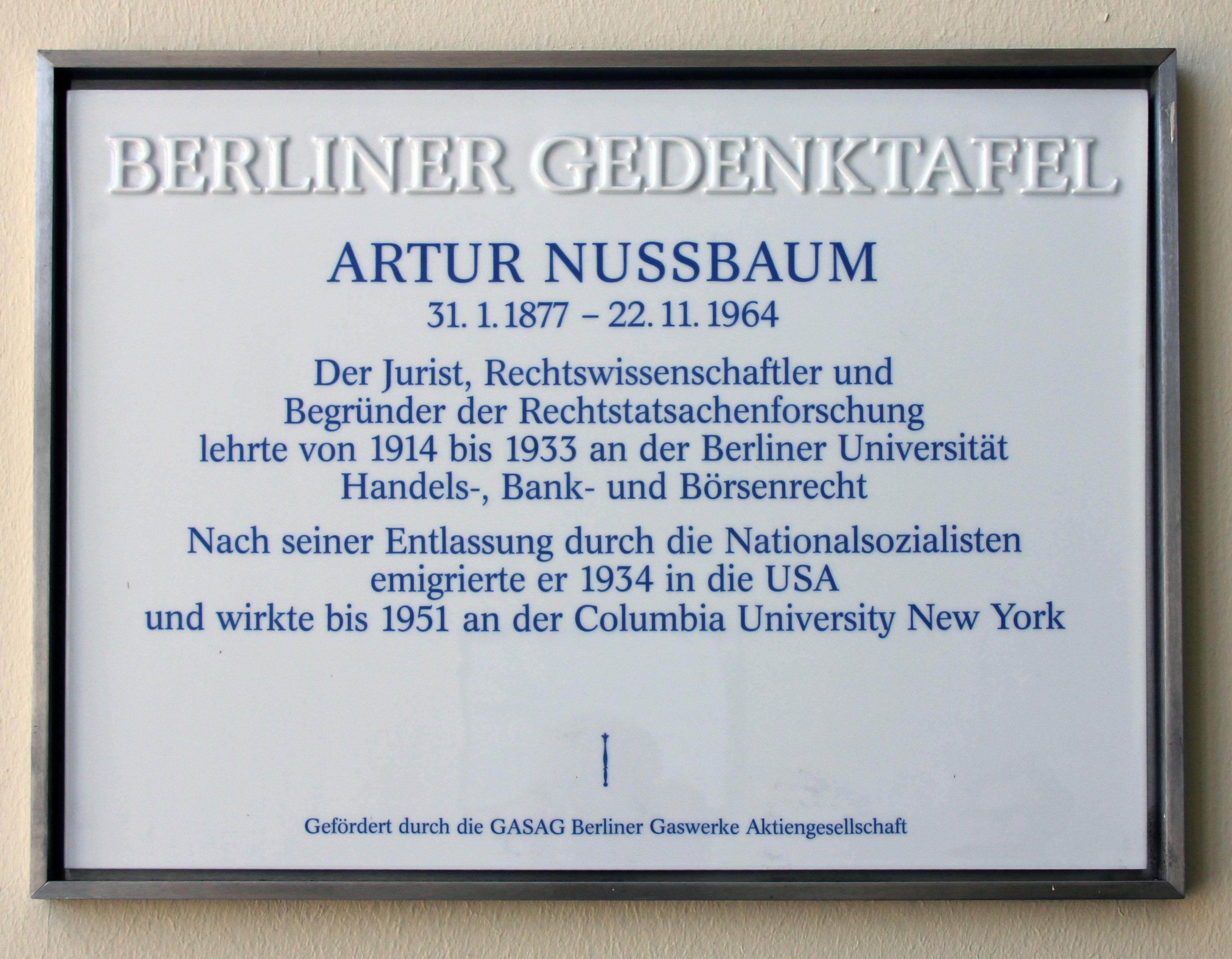
Berliner Gedenktafel, Bebelplatz 2, in Berlin-Mitte

Arthur Nussbaum, ursprünglich Nußbaum (* 31. Januar 1877 in Berlin; † 22. November 1964 in New York City, New York), war ein in Deutschland geborener US-amerikanischer Jurist jüdischer Abstammung.

## Leben
Arthur Nußbaum studierte nach dem Abitur von 1894 bis 1897 in Berlin Rechtswissenschaften, wurde 1898 promoviert und übte nach dem Assessorexamen einige Jahre den Beruf des Rechtsanwalts aus. Nebenher verfasste er zahlreiche juristische Fachbücher und Aufsätze. Nach dem Erwerb der Venia legendi unterrichtete er ab 1914 Handels-, Bank- und Börsenrecht an der Berliner Universität. Von 1921 bis zu seiner Entlassung aufgrund des nationalsozialistischen Berufsbeamtengesetzes 1933, lehrte und forschte er dort als außerordentlicher Professor. Ein ähnliches Schicksal erlitten seine Kollegen James Goldschmidt, Martin Wolff, Ernst Rabel, Fritz Schulz, Julius Flechtheim, Max Rheinstein, Julius Magnus und Max Alsberg. Bis 1934 gehörte er noch zum Herausgeberkreis der zivilrechtlichen Fachzeitschrift Archiv für die civilistische Praxis (AcP).
Arthur Nußbaum war Mitglied des Hauptvorstandes im Central-Verein deutscher Staatsbürger jüdischen Glaubens.
Im Jahr 1934 musste er wegen der nationalsozialistischen Rassenpolitik in die USA emigrieren und unterrichtete von 1934 bis 1951 an der Columbia University, ab 1939 ausgestattet mit einer Forschungsprofessur. Im Jahr 1940 erlangte er die US-amerikanische Staatsbürgerschaft.

## Ehrung
Im Eingang der Juristischen Fakultät der Humboldt-Universität zu Berlin befindet sich eine Berliner Gedenktafel für ihn.

## Veröffentlichungen
- Deutsches Hypothekenwesen. J.C.B. Mohr, Tübingen 1913.
- Die Rechtstatsachenforschung. Ihre Bedeutung für Wissenschaft und Unterricht. (PDF; 5 MB) J.C.B. Mohr, Tübingen 1914; archive.org.
- Das neue deutsche Wirtschaftsrecht: eine systematische Übersicht über die Entwicklung des Privatrechts und der benachbarten Rechtsgebiete seit Ausbruch des Weltkrieges, Berlin, Springer, 1920.
- Lehrbuch des Deutschen Hypothekenwesens nebst einer Einführung in das allgemeine Grundbuchrecht.  J.C.B. Mohr, Tübingen 1921.
- Standortstypen der deutschen Herrenkonfektionsindustrie, Weiden in der Oberpfalz [1927], DNB 570972884 (Philosophische Dissertation Universität Heidelberg 1927, 75 Seiten).
- Deutsches Internationales Privatrecht. Unter besonderer Berücksichtigung des österreichischen und schweizerischen Rechts. J.C.B. Mohr, Tübingen 1932.
- Money in the law. 1939.
- Principles of private international law. 1942. Press, New York, NY 1957, OCLC 245758.
- A Concise history of the law of nations. Macmillan, New York 1947, 2. erweiterte Aufl. 1954. Deutsche, vom Verfasser autorisierte Übersetzung von Herbert Thiele-Fredersdorf unter dem Titel Geschichte des Völkerrechts in gedrängter Darstellung. C.H. Beck, München/Berlin 1960.